# Etica în marketing
Etica în marketing este o disciplină în cadrul eticii aplicate care se ocupă de principiile morale ce guvernează funcționarea și reglementarea marketingulu. Unele domenii ale eticii în marketing (etica în publicitate și promovare) se suprapun cu etica mass-mediei și a relațiilor publice. 

## Cele două tipuri de etică în marketing
Este cunoscut faptul că etica în marketing este similară cu etica în afaceri. Cu toate acestea, etica în marketing poate fi împărțită în două categorii: 
1. Etica pozitivă
2. Etica normativă

În cadrul examinării practicilor de marketing, etica pozitivă se bazează pe afirmația „ce este”. Un exemplu în acest caz ar fi depistarea publicității înșelătoare și păstrarea unei evidențe a infracțiunilor. Etica normativă are în vedere teoriile conform cărora ar trebui să funcționeze marketingul din punct de vedere moral. Teoriile și substructurile folosite în etica afacerilor cu scopul de a determina nivelul de moralitate sunt aceleași cu cele folosite pentru a analiza dacă nivelul de moralitate al marketingului se încadrează în etica normativă. Cele trei structuri sunt cunoscute drept teorii bazate pe datorie, etica virtuții și utilitarism.

## Probleme fundamentale ale eticii în marketing

### Cadre de analiză pentru marketing: cadre posibile
- Cadru orientat spre valori, care analizează problemele etice pe baza valorilor pe care le încalcă (de ex. onestitate, autonomie, confidențialitate, transparență). Un exemplu potrivit unei astfel de abordări este Codul de Etică al Asociației Americane de Marketing[2].
- Cadrul orientat către părțile interesate, care analizează problemele etice în funcție de persoanele pe care le afectează (de ex. consumatorii, concurenții, societatea în ansamblu).
- Cadru orientat spre proces, care analizează problemele etice în funcție de categoriile utilizate de specialiști (de ex. cercetare, preț, promovare, plasare).

Niciunul dintre aceste cadre nu permite, prin el însuși, o clasificare convenabilă și completă a multitudinii de probleme în ceea ce privește etica în marketing.

### Analiza bazată pe metode de calcul care determină un eșantion minim pentru un anumit studiu
Contrar a ceea ce crede majoritatea, nu toate tipurile de marketing sunt contradictorii și nu toate sunt în favoarea comerciantului. În marketing, relația dintre producător/consumator sau cumpărător/vânzător poate fi contradictorie sau de cooperare. Pentru un exemplu de marketing cooperativ, consultați marketingul relațional. Dacă situația de marketing este contradictorie, apare o altă dimensiune a diferenței, care descrie echilibrul de putere între producător/consumator sau cumpărător/vânzător. Producătorul poate deține puterea (caveat emptor), dar factori precum supraaprovizionarea sau legislația pot transfera puterea către consumator (caveat vendor). Identificarea poziției puterii în cadrul relației și relevanței echilibrului puterii este importantă pentru a înțelege contextul unei dileme etice în cadrul eticii în marketing.  

### Este marketingul dăunător prin natura sa?
O poziție populistă anti-marketing discutată în mod obișnuit în blogosferă  și în literatura populară  este aceea că orice tip de marketing este dăunător prin natura sa. Această poziție se bazează pe argumentul că marketingul comite în mod necesar cel puțin una dintre cele trei greșeli: 
- Afectarea autonomiei personale. Victima marketingului în acest caz este cumpărătorul vizat al cărui drept la autodeterminare este încălcat.
- Cauzarea de prejudicii competitorilor. Concurența excesiv de acerbă și tacticile de marketing lipsite de etică sunt asociate în special cu piețele saturate.
- Manipularea valorilor sociale. Victima în acest caz este societatea în ansamblul ei, dar și mediul înconjurător. Argumentul este că marketingul promovează consumerismul și risipa. Vezi și: affluenza, consumerism etic, anti-consumerism.

## Probleme specifice în etica marketingului

### Cercetarea pieței
Cercetarea pieței reprezintă colectarea și analiza informatiilor legate de consumatori, competitori și eficacitatea programelor de marketing. Cu ajutorul cercetării pieței, întreprinderile pot lua decizii pe baza reacțiilor de pe piață, ceea ce duce la o mai bună înțelegere a modului în care întreprinderea trebuie să se adapteze la schimbările pieței. Este folosită pentru a stabili ce procent al populației va cumpăra sau cumpără în prezent un produs, în funcție de vârstă, sex, locație, nivel de venit și multe alte variabile. Această cercetare permite companiilor să învețe mai multe despre foștii, actualii și potențialii clienți, inclusiv despre preferințele acestora. Mai multe instituții profesionale au conceput coduri de etică care urmăresc să comunice conflictele care apar în timpul implementării cercetării de marketing (Societatea Europeană de Cercetare de Marketing și Opinie, Societatea de Cercetare a Pieței și Consiliul pentru Cercetare prin Sondaj sunt câteva exemple).
Printre pericolele nerespectării normelor etice se numără:
- Încălcarea confidențialității
- Stereotipizarea
- Motivația profitului

Încălcarea confidențialității
Fără informații din partea publicului, este dificil să cercetezi piața. Pe măsură ce companiile efectuează cercetări, acestea intră, de asemenea, în contact cu informații confidențiale și personale, ceea ce aduce riscuri atât pentru afacere, cât și pentru individ. Uneori, aceste informații pot avea caracter sensibil și pot ajunge pe mâini greșite, astfel fiind posibilă apariția abuzurilor etice și utilizarea greșită a datelor cu caracter sensibil. Acesta este motivul pentru care încălcarea confidențialității consumatorilor este încă o problemă în etica cercetării de marketing. Consumatorii de astăzi sunt bombardați cu e-mailuri după ce își folosesc adresa pentru a se înscrie într-o competiție, devenind astfel parte a listei de corespondență a unei companii. Prin urmare, companiilor li se oferă informații esențiale de care nu trebuie să profite, ci să le folosească într-o manieră etică.
Promovarea corpului, greutății sau aspectului fizic ideal poate avea efecte dăunătoare asupra individului, cum ar fi probleme legate de stima de sine scăzută sau anorexie. Un marketing calitativ este un marketing etic, fiind vorba despre a mulțumi și a dezvolta o relație strânsă cu clienții, într-un mod atent, fără a se concentra în primul rând pe obținerea rezultatelor pentru a genera profit.
Persoane afectate de cercetarea lipsită de etică a pieței:
- Publicul
- Respondenții
- Clientul
- Cercetătorii

Abordările privind confidențialitatea pot fi, în linii mari, împărțite în două categorii: piața liberă și protecția consumatorilor. În cadrul unei abordări bazate pe piața liberă, entităților comerciale li se permite în mare măsură să facă ceea ce doresc, așteptându-se ca clienții să aleagă să facă afaceri cu corporații care le respectă confidențialitatea în măsura dorită. În cazul în care unele companii nu respectă suficient de mult confidențialitatea, acestea vor pierde cota de piață. În schimb, abordarea protecției consumatorilor susține că este posibil ca indivizii să nu aibă timpul sau cunoștințele necesare pentru a face alegeri în cunoștință de cauză sau că ar putea să nu aibă la dispoziție alternative rezonabile. Stereotipurile apar, deoarece orice analiză a populațiilor trebuie să facă aproximări și să plaseze indivizii în grupuri. Cu toate acestea, dacă este realizată în mod iresponsabil, stereotipizarea poate duce la o varietate de rezultate nedorite din punct de vedere etic. În Declarația de etică a Asociației Americane de Marketing, stereotipurile sunt contracarate de obligația de a arăta respect („recunoașterea demnității umane de bază a tuturor părților interesate”).

Motivația profitului:
Manipularea informațiilor și a datelor cu caracter personal poate avea loc în timpul cercetării pieței, efectuată de organizații cu scop lucrativ, deoarece acestea urmăresc profitul. Acest motiv poate afecta acuratețea și obiectivitatea cercetării de marketing și poate crea o imagine pozitivă exagerată a produselor și serviciilor organizației pentru a atrage clienți să investească în afacerea lor.

### Grupul țintă
Printre pericolele de nerespectare a principiilor etice se numără:
- Excluderea unor potențiali clienți de pe piață: marketingul selectiv este utilizat pentru a descuraja cererea pe piață venită din partea anumitor grupuri de clienți considerați indezirabili, sau chiar pentru a-i priva de drepturi cu totul.
- Vizarea persoanelor vulnerabile (de ex. copiii, vârstnicii).

Exemple de excludere lipsită de etică a unor grupuri de clienți de pe piață, numită și marketing selectiv sunt atitudinile din trecut din partea industriilor față de persoanele homosexuale, minoritățile etnice și piețele care vizează persoanele supraponderale. Contrar mitului popular conform căruia etica și profiturile nu se amestecă, exploatarea acestor piețe s-a dovedit a fi foarte profitabilă. De exemplu, 20% din articolele de îmbrăcăminte vândute în SUA  în prezent sunt  „plus size”.Un alt exemplu este marketingul selectiv al serviciilor de sănătate, astfel încât grupurile de clienți care nu aduc profituri mari (de ex. persoanele în vârstă) să nu încerce să beneficieze de serviciile și produsele la care au dreptul. Un alt exemplu de excludere de pe piață este privarea țărilor în curs de dezvoltare de medicamente împotriva SIDA de către industria farmaceutică.
Printre exemplele de marketing care vizează în mod lipsit de etică persoanele în vârstă se numără: fiducia, fraudele privind proprietățile periodice, fraudele ce promit recompense comerciale și utilizează mijloace mass-media și altele. Persoanele în vârstă dețin o cantitate disproporționată din averea mondială și, prin urmare, sunt ținta exploatării financiare.
În cazul copiilor, principalele produse care îi vizează sunt alimentele nesănătoase, articolele de modă și produsele de divertisment. Copiii reprezintă o piață profitabilă: „...copiii cu vârste de până la 12 ani cheltuiesc peste 11 miliarde de dolari din banii proprii și își influențează familia să cheltuie până la alți 165 de miliarde de dolari”, dar nu sunt capabili să reziste sau să înțeleagă tacticile de marketing la vârste mici („copiii nu înțeleg intenția de persuasiune până la vârsta de opt sau nouă ani”). La vârste mai mari, sentimentul că se află în competiție cu alți copii este mai puternic decât simțul financiar. Practica de a extinde granițele marketingului pentru copii de la televiziune la curtea școlii este, de asemenea, controversată (a se vedea marketingul în școli). Mai jos găsiți o listă de articole online special selectate:
- Sharon Beder, Marketing to Children[19] [Marketing-ul pentru copii] (University of Wollongong, 1998).
- Miriam H. Zoll, Psychologists Challenge Ethics of Marketing to Children [Psihologii contestă moralitatea marketing-ului pentru copii], (2000)[20].
- Donnell Alexander and Aliza Dichter, Ads and Kids: How young is too young[21]? [Reclame și copii: cât de tânăr înseamnă prea tânăr?]
- Rebecca Clay, Advertising to children: Is it ethical[22]? [Reclamele pentru copii: sunt ele oare etice?] (Monitor on Psychology, Volume 31, No. 8 September 2000), American Psychological Association
- Media Awareness Network. How marketers target kids[23]. [Modul în care copii sunt ținta comercianților]

Alte categorii de public vulnerabil sunt piețele emergente din țările în curs de dezvoltare, unde publicul ar putea să nu fie suficient de conștient de trucurile abile de marketing provenite din țările dezvoltate și unde, invers, comercianții ar putea să nu fie conștienți de cât de excesiv de puternice pot fi tacticile lor. A se vedea scandalul formulelor de lapte pentru sugari Nestle. Un alt grup vulnerabil sunt consumatorii instabili din punct de vedere mental. Definiția vulnerabilității este, de asemenea, problematică: de exemplu, când ar trebui ca datoriile să fie considerată o vulnerabilitate și când ar trebui ca furnizorii de împrumuturi „ieftine” să fie considerați cămătari, care exploatează în mod lipsit de etică persoanele defavorizate din punct de vedere economic?
Vizarea grupurilor vulnerabile
Strategiile de promovare ale produselor care pot provoca daune economice, fizice și psihologice au devenit un aspect criticat în mod considerabil, în special în literatura economică de specialitate care pune un accent deosebit pe consumatorii vulnerabili.
Copiii, vârstnicii și consumatorii dezavantajați din punct de vedere economic sunt adesea catalogați în marketing ca făcând parte, din punct de vedere etic, dintr-un grup vulnerabil. „Comunitățile ce promovează etica și responsabilitatea socială par să fie de acord cu faptul că este nedrept din partea campaniilor de marketing să vizeze un grup vulnerabil și să profite de vulnerabilitatea oamenilor”. George G. Brenkert a fost printre primii care a ridicat problema legată de faptul că se profită de vulnerabilitatea indivizilor, ceea ce face ca practicile de marketing să fie imorale sau nedrepte. Adolescenții și copiii din SUA reprezintă o forță majoră pe piața industriei alimentare, și, prin urmare, comercianții acestor produse sunt „atrași de tineri ca și consumatori datorită puterii lor de cumpărare, influenței asupra vânzărilor, dar și ca viitori consumatori adulți”. Este greșit din punct de vedere etic să se vizeze copiii, mai ales când vine vorba de alimente și băuturi nesănătoase, deoarece acestea ar putea să nu dorească să consume altceva, ceea ce ar putea duce la obezitate infantilă. Copiii au dificultăți în a percepe scopul publicității și altor asemenea moduri de comunicare. Prin urmare, este inacceptabil din punct de vedere moral ca astfel de produse să vizeze copiii vulnerabili. În Belgia, este interzisă difuzarea de reclame în timpul programelor pentru copii, iar în mod similar, în Australia, astfel de reclame nu sunt permise în timpul programelor de televiziune pentru preșcolari. Se consideră că nu este etic să se genereze profituri prin marketing care vizează grupuri vulnerabile, cum ar fi copiii, săracii sau persoanele în vârstă.
Etica practicii de marketing, în special cea îndreptată către persoanele vulnerabile, poate fi împărțită în două domenii, produs și proces.
Problemele etice legate de proces sunt deseori demonstrate prin utilizarea publicității înșelătoare sau mincinoase, în timp ce problemele legate de produs se concentrează predominant pe comercializarea anumitor produse „dăunătoare”, cum ar fi tutunul, alimentele nesănătoase etc.
Excluderea potențialilor clienți de pe piață:
Există anumite aspecte ale marketing-ului etic în ceea ce privește grupul țintă care necesită o mare precauție. Primul este utilizarea marketingului selectiv pentru a descuraja cererea pe piață venită din partea anumitor grupuri de clienți considerați indezirabili, sau chiar pentru a-i priva de drepturi cu totul. Exemple pentru excluderea de pe piață a unor grupuri (marketing selectiv) sunt atitudinile anumitor companii față de homosexuali, minorități etnice și piețele pentru persoanele supraponderale („plus size”). Clienții sunt tratați astfel deoarece companiile consideră că aceștia nu aduc profit, așa că încearcă să îi priveze de servicii și produse sau să îi evite cu totul. În rândul întreprinderilor se dispută adesea faptul că, pentru a fi profitabile, acestea trebuie de multe ori să nu țină cont de etică. Cu toate acestea, ideea este aparent depășită, deoarece majoritatea întreprinderilor din zilele noastre urmează un plan de afaceri etic. În Statele Unite, se crede că îmbrăcămintea „plus size” a generat un câștig de 17,5 miliarde de dolari între mai 2013 și aprilie 2014, ceea ce reprezintă o creștere de a câștigului 5% față de anul precedent. Lucrul este de așteptat, deoarece 65% dintre femeile americane sunt supraponderale. Un alt exemplu de excludere de pe piață este privarea țărilor în curs de dezvoltare de medicamente împotriva SIDA de către unele întreprinderi farmaceutice. 

### Etica de stabilire a prețurilor
Etica de stabilire a prețurilor:
Prețurile, împreună cu produsul, locul și promovarea sunt cele patru funcții ale marketingului. Vânzătorii cu amănuntul și producătorii trebuie să se asigure că, pentru a obține profituri, ei aplică strategii etice de stabilire a prețurilor fără a înșela concurenții sau consumatorii. Aspectele legate de etica prețurilor sunt legate de corectitudine, în special de tratamentul corect al cumpărătorilor și vânzătorilor, precum și de concurența loială. O stabilire etică a prețurilor are loc atunci când permite ca piața să rămână competitivă, iar ceilalți operatori de pe piață sunt tratați în mod echitabil. 
Cu toate acestea, cumpărătorii și vânzătorii  stabilesc și percep obiective și rezultate diferite ale procesului de schimb. De obicei, cumpărătorii caută să obțină produse și servicii la cel mai bun preț posibil, în timp ce vânzătorii se concentrează, în general, pe generarea unui profit maxim.
Fixarea prețului:
Fixarea prețului constă în menținerea unui preț la un nivel convenit între vânzătorii concurenți și este ilegală în majoritatea țărilor. Atunci când are loc fixarea prețului și un preț comun este stabilit de o singură industrie, clienții sunt forțați să plătească prețul exorbitant din cauza lipsei de opțiuni.
Fixarea prețului este considerată a fi lipsită de etică și iresponsabilă din punct de vedere social, deoarece încalcă legile care sunt special instituite pentru a promova o concurență regulată între companii. Concurența între companii face probabil ca întreprinderile să mențină costuri scăzute la prețuri accesibile, tocmai pentru a putea concura.
Fixarea orizontală a prețului are loc atunci când concurenții care vând același produs sau serviciu pe o piață ajung să se decidă asupra unui preț comun pe care îl vor stabili amândoi pentru produsele sau serviciile lor. Legea antitrust din Statele Unite, precum și legea concurenței din Uniunea Europeană prevăd că acordurile de fixare orizontală a prețului sunt ilegale, deoarece creează o piață monopolistă, ceea ce poate duce la exploatarea consumatorilor.
Fixarea verticală a prețului este, de asemenea, considerată ca fiind ilegală în Statele Unite. Această activitate are loc atunci când concurenții de pe aceeași piață încheie un acord pentru a stabili același preț minim sau maxim de revânzare.
Războiul prețurilor:
Un război al prețurilor are loc atunci când întreprinderile își reduc constant prețurile în încercarea de a-și demoraliza concurența. Aceste războaie pot crea situații devastatoare din punct de vedere emoțional și psihologic, ceea ce are un impact extraordinar asupra unui individ, a unei companii și a profiturilor din industrie. Obiectivul unui război al prețurilor este de a alunga concurenții de pe piață sau de a crea o barieră la intrarea pe piață. Deși benefic pentru consumatori, care obțin produsul sau serviciul dorit la un preț scăzut, acest lucru este adesea în detrimentul calității. De asemenea, pe termen lung, va forța alți concurenți să dea faliment, iar profiturile mai mici amenință supraviețuirea afacerii. În cazul în care o companie utilizează tactici de război al prețurilor, atunci aceasta poate fi considerată ca fiind lipsită de etică în cadrul industriei, deoarece începe o acțiune periculoasă și determină alte companii să folosească tactici similare. Obiectivul general al unei companii este de a-și maximiza profiturile și veniturile, însă prin implicarea într-un război al prețurilor nu reușesc să facă acest lucru și, cel mai probabil, câștigă mai puțin decât ar fi câștigat dacă ar fi luat parte la o competiție comercială obișnuită. Evitarea acestor războaie se va dovedi un succes de mare importanță pentru orice afacere.
Coluziunea prețurilor:
Coluziunea prețurilor are loc atunci când mai multe companii se unesc pentru a menține prețul unui bun sau serviciu la un nivel ridicat în speranța de a obține profituri mari sau de a restricționa piața. Fixarea prețurilor este uneori numită coluziune a prețurilor pentru a sublinia acordul încheiat în secret pentru a se evita concurența loială.
Printre practicile de stabilire a prețurilor care sunt considerate lipsite de etică pe majoritatea piețelor la nivel mondial se numără:
- Trucarea licitațiilor
- Dumping (politică de stabilire a prețurilor)
- Stabilirea unor prețuri excesiv de scăzute cu scopul de a forța alte companii să părăsească piața
- Specula
- Fixarea prețului
- Stabilirea unor prețuri supra competitive

Lista practicilor de stabilire a prețurilor care pot fi considerate lipsite de etică în anumite situații și care trebuie utilizate cu prudență:
- Discriminarea prin preț (cu excepția cazurilor în care diferențierea prețurilor poate fi justificată din motive economice, cum ar fi reducerile pentru un volum mare de cumpărături)
- Politica stabilirii unui preț ridicat la început care scade treptat
- Războiul prețurilor
- Prețurile variabile în funcție de resurse și de cerere

### Etica în publicitate și promovare
Publicitatea este comunicare în masă plătită, cu scopul fundamental de a transmite informații, de a dobândi atitudini și de a induce măsuri benefice pentru agentul de publicitate, în general, vânzarea unui produs sau serviciu. Publicitatea și promovarea au o influență semnificativă asupra oamenilor, a societății, modelând în același timp atitudinile, comportamentele și prioritățile acestora. Unii cercetători consideră că publicitatea sprijină problemele etice. De asemenea, este considerat lipsit de etică să iei în derâdere un produs sau un serviciu surogat sau rival (Srivastava & Nandan, 2010). Alte probleme etice includ maltratarea femeilor, publicitatea adresată copiilor, publicitatea înșelătoare și alte probleme, care duc la declinul etic al societății. Maltratarea femeilor este extrem de evidentă în reclame. Adesea, femeile sunt asociate cu produse de uz casnic, cum ar fi produsele de curățenie, și sunt prezentate făcând muncă casnică, ceea ce reprezintă o stereotipizare a femeilor. Femeile sunt adesea folosite ca simboluri pentru sex pentru a transmite anumite mesaje despre produse. De asemenea, bărbații apar adesea în reclamele DIY (fă-o singur), care transmit ideea că sunt îndemânatici. Un anunț care demonstrează caracteristici etice este veridic, nu face afirmații false și îi oferă suficiente informații cumpărătorului, pentru ca acesta să facă alegeri în cunoștință de cauză. Este important să manifeste un nivel de demnitate și respect față de cumpărători, demonstrând, totodată, bunăcuviință. Un exemplu de reclamă este cea produsă de Coca-Cola, a cărei producție, prin utilizarea publicității înșelătoare, nu a respectat normele etice. Coca-Cola l-a folosit pe Karl Langerfeld (designer Chanel) care a pretins că slăbise 36 de kilograme în urma unei diete ce consta în principal în Coca-Cola dietetică: „Beau Coca-Cola dietetică de dimineață până seara și nimic altceva”. Această reclamă s-a adresat în mod special femeilor, țintind să fie percepută ca o tendință în modă, prin utilizarea unui designer de modă celebru. Coca-Cola a folosit modele suple și designeri de modă de renume mondial atenți la aspectul fizic, ceea ce transmite mesaje nepotrivite femeilor, în special tinerelor. Reclama sugerează că este convențional să exagerezi cu dieta și că poți obține un corp suplu și atractiv consumând Coca-Cola dietetică. Este greșit din punct de vedere etic să promovezi sfaturile lui Karl Lagerfeld de a ține dietă pentru a încuraja cumpărarea de Coca-Cola dietetică. Nu este doar o  declarație extremă, ci transmite și un mesaj greșit despre băutură, asociind-o direct cu un „corp ideal sănătos”. Adesea granița dintre publicitatea etică și cea neetică este neclară: ceea ce poate părea lipsit de etică pentru unii consumatori sau unele întreprinderi, poate să nu fie pentru alții. Prin urmare, în astfel de cazuri, companiile ar trebui să procedeze cu prudență, deoarece publicitatea și promovarea lipsite de etică pot eșua, determinând consumatorii să se ferească de companie, ceea ce este exact opusul scopului urmărit de campanii.
Capcanele etice din cadrul conținutului publicitar și promoțional includ:
- Probleme asupra adevărului și a onestității. În anii '40 și '50, reclamele publicitare despre tutun promovau sănătatea[27]. Astăzi, un agent de publicitate care refuză să spună adevărul, nu numai că aduce o jignire la adresa moralității, dar și legii. Cu toate acestea, legea permite „puffery” („exagerare", un termen legal)[28]. Diferența dintre o simplă reclamă exagerată și o fraudă este un teren nesigur: „Problema... este un teren nesigur prin care variațiile reclamelor exagerate se pot transforma destul de repede în minciuni”[29]. Vezi articolul principal: Publicitate înșelătoare.
- Probleme cu violența, sexul și obscenitatea. Insinuarea sexuală este un element de bază al conținutului publicitar (vezi sexul în publicitate) și, totuși, este privită ca o formă de hărțuire sexuală[30]. Violența este o problemă în special pentru publicitatea adresată copiilor și publicitatea care poate fi vizionată de copii.
- Gusturi și controverse. Publicitatea anumitor produse poate ofensa grav unii oameni, în același timp stârnind interesul altora. Exemple includ: produse pentru igienă intimă la femei, medicamente pentru hemoroizi și constipație[31]. Publicitatea prezervativelor a devenit acceptată pentru prevenirea răspândirii bolii SIDA, totuși, unele persoane consideră că promovează promiscuitatea. Unele companii s-au comercializat pe baza unor reclame controversate - vezi Benetton. De asemenea, Sony a atras adesea critici pentru conținutul lipsit de etică (portretizări ale lui Iisus care au înfuriat grupuri religioase; insinuări rasiale în comercializarea versiunilor alb-negru a produsului PSP; reclame de tip graffiti în marile orașe din SUA)[32].
- Tehnici de publicitate negativă, cum ar fi reclamele care au scopul de a ataca. În publicitatea negativă, agentul de publicitate evidențiază dezavantajele produselor concurenților în locul avantajelor proprii. Metodele sunt preluate din sfera politică: vezi campania negativă.
- Canale de distribuție
- Marketingul direct este cel mai controversat canal de publicitate, mai ales când abordările sunt nesolicitate. Reclamele TV și poșta directă sunt exemple generale. Spamul electronic și telemarketing-ul forțează limitele eticii și legalității și au fost descrise drept furt de atenție[33].
- Șarlatanii și practicanții de astroturfing sunt exemple de modalități prin care se transmite un mesaj de marketing sub forma unor recenzii și aprobări independente ale produselor sau sub forma unor organizații, așa zis independente, care monitorizează activitatea consumatorilor și care postează recenzii false, de exemplu recenziile de pe Amazon[34]. Șarlatanii sunt folosiți, în mare parte, pentru livrarea mesajelor, dar pot fi folosiți și pentru a crește prețurile la licitații, cum ar fi licitațiile de pe eBay[35].
- Publicitatea nativă este o estompare a granițelor dintre publicitate și conținut[36].

#### Publicitatea înșelătoare și etica
O altă încălcare a eticii în marketing constă în utilizarea publicității înșelătoare. Această formă de publicitate nu este specifică unei singure piețe-țintă și uneori poate trece neobservată de către public. Există o varietate de moduri în care marketingul înșelător poate fi adus în fața consumatorilor; una dintre aceste metode se aplică prin utilizarea umorului. Într-un studiu realizat de Hassib Shabbir și Des Thwaites, au fost evaluate 238 de reclame și s-a constatat că 73,5% dintre acestea au utilizat practici de marketing înșelătoare. Dintre acele reclame care au fost realizate în mod înșelător, 74,5% dintre ele au folosit umorul ca mijloc de mascare pentru a induce în eroare potențialii clienți. O parte din ceea ce motivează acest studiu este ideea că umorul oferă o cale de evadare sau de ușurare de la un anumit tip de constrângere umană și că unii agenți de publicitate urmăresc să profite de acest lucru prin publicitatea înșelătoare a unui produs care poate atenua în mod potențial acea constrângere prin umor. Prin acest studiu s-a constatat, de asemenea, că sunt utilizate toate tipurile de umor pentru a înșela consumatorii și că există anumite tipuri de umor care sunt aplicate atunci când se fac anumite afirmații înșelătoare.  
Este important să se înțeleagă faptul că umorul nu este singura metodă  folosită pentru a distrage atenția consumatorului de la ceea ce oferă de fapt un produs. Înainte de a face achiziții importante, consumatorul ar trebui să se informeze întotdeauna pentru a cunoaște mai bine în ce anume investește.

### Utilizarea eticii ca tactică în marketing
Etica în afaceri a fost o preocupare tot mai accentuată în rândul companiilor mari, cel puțin începând cu anii 1990. Marile corporații sunt din ce în ce mai îngrijorate de daunele aduse imaginii lor în urma dezvăluirilor din presă cu privire la practicile lipsite de etică. Agenții de marketing au fost printre cei care au sesizat cel mai repede preferința consumatorilor de pe piață pentru companiile etice, acționând adesea mai rapid pentru a profita de această schimbare în preferințele acestora. Acest lucru duce la exproprierea eticii în sine ca argument de vânzare sau componentă a imaginii unei companii.
- The Body Shop este un exemplu de companie care s-a comercializat atât pe sine, cât și întreaga sa gamă de produse bazându-se exclusiv pe un mesaj etic.
- Greenwash este un exemplu de strategie utilizată pentru a da impresia că o companie este etică, deși continuă să folosească practici neetice.
- Marketingul liberal este o altă strategie prin care un produs se poate ascunde în spatele unei imagini care apelează la o serie de valori, inclusiv la valori etice legate de stilul de viață și anti-consumerism[38].

„Marketingul liberal ia în considerare pe deplin vechea critică a culturii de masă – consumerismul sub formă de conformism –  o recunoaște, o abordează și o rezolvă. Marketingul liberal își imaginează consumatorii eliberându-se de vechii executanți ai ordinii, smulgându-se din cătușele cu care ne-a legat capitalismul, scăpând de rutina birocrației și ierarhiei, intrând în contact cu adevăratul nostru sine și, în cele din urmă, găsind autenticitatea, cel mai sfânt dintre graiurile consumatorilor.” (Thomas Frank) 

### Etica în neuromarketing
Neuromarketingul și precursorul său, neuroeconomia, utilizează informații medicale despre funcțiile și mecanismele creierului pentru a descrie ceea ce se întâmplă în interiorul „cutiei negre” atât de des întâlnită în multe explicații ale comportamentului consumatorului. Pentru a realiza acest lucru, specialiștii folosesc tehnici de neuroimagistică și înregistrează răspunsurile creierului la diferiți stimuli. Asociația Neuromarketing Science & Business a lansat în noiembrie 2012 un Cod de etică în neuromarketing.  Acesta este un prim pas spre adoptarea unor standarde internaționale aplicate la utilizarea metodelor neuroștiințifice în scopul studierii eficienței campaniilor publicitare, a designului ambalajelor și produselor, precum și a campaniilor de comunicare ale organizațiilor non-profit și ale instituțiilor guvernamentale. Cu toate acestea, unii eticieni critică acest cod susținând că protejează doar o clasă foarte restrânsă și în poziția extremă potrivit căreia neuromarketingul în sine ar trebui să fie utilizat doar pentru promovarea a ceea ce se consideră în mod rezonabil a fi binele public, utilizând principiul dublului efect (DDE) a lui Thomas Aquinas. Deși s-ar putea argumenta că profitul contribuie la binele public, acesta nu ar fi protejat în cadrul DDE, deoarece intenția din spatele său nu este de a genera un bine mai mare decât profitul în urma căruia daunele colective produse de manipulare sunt mai mari. Totuși, strategiile de neuromarketing menite să încurajeze alegerea unui stil de viață sănătos pot fi protejate în cadrul DDE, cu condiția ca acestea să se bazeze în primul rând pe informații științifice de calitate, cum ar fi exercițiile fizice regulate.  

### Strategiile de marketing
Principala problemă teoretică aici este dezbaterea dintre piețele libere și piețele controlate. Într-o piață cu adevărat liberă, orice participant poate propune sau schimba regulile. Cu toate acestea, atunci când sunt inventate reguli noi care modifică puterea prea brusc sau prea mult, alți participanți pot avea o reacție lipsită de etică în loc să se adapteze la schimbări (ceva de care s-ar putea să nu fie în stare oricum). Majoritatea piețelor nu sunt pe deplin libere: adevărata discuție este despre măsura corectă a reglementărilor.
Caz: Criza electricității din California, care demonstrează cum descoperirea constantă a noilor strategii de marketing de către companii precum Enron a depășit organele de reglementare și a cauzat daune semnificative consumatorilor și competitorilor.
O listă de strategii de marketing lipsite de etică sau controversate cunoscute:
- Practici anticoncurențiale
- Strategia „momeală și comutator”
- Perimarea prematură
- Schema piramidală
- Dependența de un singur furnizor / Îngrădirea posibilității consumatorului de a folosi produsele unui furnizor în combinație cu produsele unui alt furnizor
- Marketing-ul viral / Marketing-ul de gherilă
- Publicitatea subliminală

Strategii de marketing controversate asociate cu internetul:
- Strategia „acceptă, extinde și extermină”
- Optimizarea pentru motoare de căutare
- Spamdexing-ul
- Programele spyware/ Programele adware

### Alte probleme în ceea ce privește etica în marketing
Etica în marketing coincide cu etica de mediu în ceea ce privește problemele legate de deșeuri asociate cu ambalarea produselor.
Unii oameni, cum ar fi membrii grupului de propagandă Fără Prânz Gratuit, au susținut că marketingul de către companiile farmaceutice are un impact negativ asupra practicilor de prescriere ale medicilor, influențându-i să prescrie mai cu seamă medicamente comercializate decât altele care ar putea fi mai ieftine sau mai bune pentru pacienți.
Gândirea etică reprezintă răspunsul la situațiile care se referă atât la principii privind comportamentul uman în ceea ce privește gradul de adecvare și inadecvare a anumitor comunicații, cât și la corectitudinea și incorectitudinea intenției și rezultatelor unor astfel de acțiuni. Cu alte cuvinte, etica este linia fină dintre bine și rău. Afacerile se confruntă cu luarea de decizii etice în fiecare zi, iar dacă angajații decid să folosească etica ca principiu călăuzitor atunci în gestionarea afacerilor, acesta este un lucru pe care liderii de afaceri, cum ar fi managerii, trebuie să îl insufle. Comercianții sunt responsabili din punct de vedere etic pentru ceea ce se vinde și pentru imaginea pe care o prezintă un produs. Acestea fiind spuse, comercianții trebuie să înțeleagă ce este etica bazată pe principii bune și cum să o integreze în diferite campanii de marketing pentru a ajunge cu mai multă ușurință la publicul țintă și pentru a câștiga încrederea clienților.
Indiferent de produsul oferit sau de piața vizată, etica în marketing  stabilește liniile directoare pentru care se practică un marketing de calitate. Atunci când companiile creează standarde de etică înalte pe baza cărora abordează marketingul, ele participă la un marketing etic. Pentru a comercializa în mod etic și eficient, trebuie reamintit faptul că toate deciziile și eforturile în ceea ce privește marketingul sunt necesare pentru a veni în întâmpinarea și a corespunde nevoilor clienților, furnizorilor și partenerilor de afaceri. Comportamentul etic ar trebui să fie pus în aplicare în întreaga cultură a companiei și prin practicile acesteia.
Cu toate acestea, se știe că acești comercianții vând produse care ridică suspiciuni. Acestea tind să fie produse controversate prin faptul că sunt pe placul anumitor oameni, în timp ce pentru alții se întamplă fix contrariul. Un exemplu de astfel de produs care este vândut în mod regulat astăzi este o armă ieftină. America este o țară în care cetățenii săi au dreptul de a purta arme, dar aceste arme sunt criticate de public, pentru că sunt vândute la un preț mic, ceea ce face destul de ușoară achiziționarea de către membrii comunităților mai puțin bogate. Criticii au denumit aceste arme „Oferte Speciale de Sâmbătă Seara”, referindu-se la conotația negativă conform căreia acestea sunt cumpărate pentru a comite infracțiuni. În apărarea opiniilor criticilor, dacă
, aceste arme sunt achiziționate cu intenția de a comite astfel de infracțiuni, trebuie să se pună la îndoială etica din spatele comercializării acestor produse către criminali. Facilitează comerciantul comiterea unei infracțiuni făcând apel la această piață țintă cu o armă ușor accesibilă? În timp ce în acest caz argumentul  poate părea lipsit de etică din cauza naturii îndoielnice a acestor arme ieftine, acesta nu se aplică vânzării tuturor armelor. Acest lucru se întâmplă, pentru că armele care sunt vândute în mod legal clienților la un preț accesibil în scopuri de siguranță, autoapărare, vânătoare și aplicarea legii sunt complet etice datorită faptului că sunt produse sigure care sunt comercializate către un consumator responsabil. Această comparație susține faptul că marketingul etic poate fi perceput diferit de consumatori, în funcție de natura produsului care este vândut.

## Reglementare și implementare
Etica în marketing și dreptul în marketing sunt subiecte conectate. Domeniile relevante includ drepturile consumatorilor care protejează consumatorii și legea concurentei eficiente, care protejează concurenții- în ambele cazuri, împotriva practicilor de marketing imorale. Regulamentul se extinde dincolo de lege la lobby-uri, organe de control și organismele de autoreglementare din industrie.
- Reglementarea publicității
- Protectia Consumatorului

## Linkuri externe
- - American Marketing Association Statement of Ethics (2004)
  - "Ethics in Marketing." Encyclopedia of Business and Finance. Mohandeep Singh. Thomson Gale, 2001. eNotes⁠(d).  2006. 16 Oct, 2006
  - Marketing Ethics Resources from the [[{{{2}}}|Center for the Study of Ethics in the Professions]]⁠(en)[traduceți], Illinois Institute of Technology⁠(d).
  - Direct Marketing Association⁠(d), Guidelines for Ethical Business Practice (September 2006)
  - The Catholic Church's Handbook on Ethics in Advertising
  - Federal Trade Commission⁠(d), FTC Guidelines on Advertising